# Kanton Charenton-le-Pont
Kanton Charenton-le-Pont (fr. Canton de Charenton-le-Pont) je francouzský kanton v departementu Val-de-Marne v regionu Île-de-France. Tvoří ho dvě obce.

## Obce kantonu
- Charenton-le-Pont
- Saint-Maurice